# Rampton (Cambridgeshire)
Pour les articles homonymes, voir Rampton.
Rampton est une paroisse civile et un village du Cambridgeshire, en Angleterre.